# Tsujii Honoka
Tsujii Honoka (辻井 ほのか 15 tháng 11 năm 1995 –) là một nữ diễn viên khiêu dâm người Nhật Bản. Cô thuộc về công ti T-Powers.

## Sự nghiệp
Cô sinh ra tại tỉnh Okayama.
Tháng 3/2019 cô ra mắt ngành phim khiêu dâm với hình tượng là một nữ diễn viên kyonyū cao (172 cm).
Tháng 10/2020, cô xếp thứ 2 trong bảng xếp hạng nữ diễn viên khiêu dâm hàng tháng của sàn bán hàng qua bưu điện của FANZA. Cô cũng đã xếp thứ 2 trong bảng xếp hạng nữ diễn viên khiêu dâm FANZA dựa trên cuộc điều tra của tạp chí FANZA hàng tháng.
30/11/2021, cô đã được đề cử bởi Playboy Channel tại Giải thưởng truyền hình phim khiêu dâm Sky PerfecTV và đã nhận giải Valuable Actress of Playboy channel.
2/2/2023, có tin tức rằng cô đã gặp tai nạn khiễn mũi bị gãy, vỡ xương sọ ngoài và phải khâu 15 mũi ở vùng trên mí mắt.
22/5/2023, phim của cô "BAZOOKA khuyến mãi lớn phim hay với ngực lớn và gay cấn nhất bản giới hạn không cắt của mùa đông dành cho người hâm mộ dài 2749 phút" (BAZOOKA 冬の大感謝セール コスパ最強ノーカットベスト爆乳限定2749分) (BAZOOKA) đã xếp thứ nhất trên bảng xếp hạng sàn video FANZA hàng tuần.

## Đời tư
Sở thích của cô là xem phim còn kĩ năng đặc biệt của cô là chơi bóng rổ.